# Phayao
Phayao, (thai:  พะเยา) är en provins (changwat) i norra Thailand. Provinsen hade år 2000 502 780 invånare på en areal av 6 335,1 km². Provinshuvudstaden är Phayao town.

## Administrativ indelning
Provinsen är indelad 9 distrikt (amphoe). Distrikten är i sin tur indelade i 68 subdistrikt (tambon) och 632 byar (muban). 